# Julien-François Jeannel
Pour les articles homonymes, voir Jeannel.
Julien-François Jeannel (11 février 1814 - 24 mars 1896) scientifique, véritable « homme protée », est un pharmacien militaire français, médecin et chercheur, hygiéniste, pionnier du concentré de viande et de la poste aérienne, l'un des cofondateurs de l'AGMF, de la Faculté libre de médecine de Lille et de la Société forestière française des amis des arbres.

## Biographie

### Famille
Julien-François, né le 11 février 1814 à Paris, est le  second  fils  de  Charles Jeannel (1780-1841) employé  à  Paris  et de Marie  Anne Vasseur  (1781-1851). Son frère ainé est Charles Jeannel (1809-1886), professeur de philosophie aux universités de Rennes puis de Montpellier. Julien-François Jeannel épouse en 1846 Anne Renée Ruelle à Bordeaux, deux enfants naissent de cette union : Charles et Maurice Jeannel. Il est également l'aïeul de René Jeannel et trisaïeul de Jean-Marie Galmiche de la famille Galmiche-Jeannel.

### Formation
Julien François Jeannel suit des études secondaires à Paris. En 1835, il sort pharmacien lauréat de l'Hôpital d'Instruction des Armées du Val de Grâce. Il est affecté, successivement et au gré des besoins du service, à Lille, Colmar, Sarreguemines et Phalsbourg. Cette vie de garnison lui laisse beaucoup de loisirs, il en profite pour faire ses études de médecine et soutient sa thèse de doctorat en médecine devant la faculté de Paris en 1838.

### Parcours militaire et médical

#### Campagne d'Algérie

##### Sauvegarde de la garnison de Médéa
Sa formation de pharmacien militaire l'engage à continuer dans l'armée.
Il participe à la campagne d'Algérie en 1840 et 1841 en tant que  pharmacien aide-major. En 1840, Julien Jeannel est affecté au service des ambulances de l'armée du Maréchal Vallée, en Algérie.
C'est le début de la guerre de conquête. Les Français prennent Médéa et y laissent une garnison de 1800 hommes. Rapidement encerclés par Abd el-Kader Julien Jeannel va subvenir aux besoins alimentaires de la garnison jusqu'à la délivrance par Changarnier.

##### Gélatines et viandes fumées
En 1841, alors qu’il est encore en Algérie, il décrit dans un rapport pour les Mémoires de médecine et de pharmacie militaire publié la même année comment il a pu préserver la garnison de la famine pendant les trois mois de siège grâce à sa proposition et réalisation de tablettes de bouillon et viandes fumées issues des 300 bœufs qui mouraient de faim. Il est personnellement félicité par le Duc de Dalmatie (Maréchal Soult) alors Ministre de la guerre.

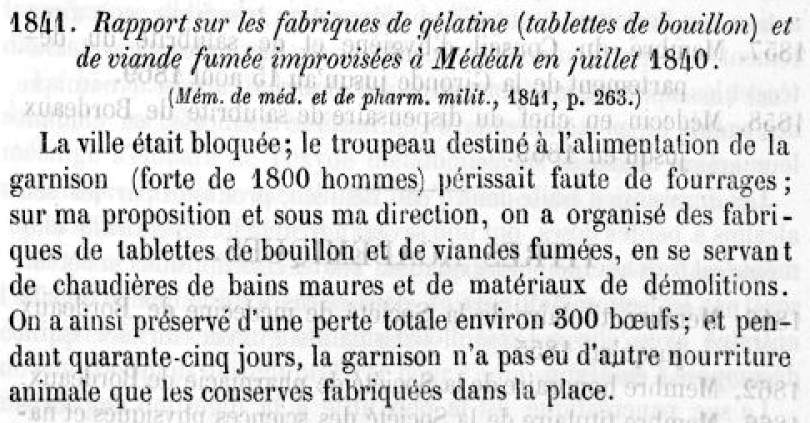
Rapport de Julien-François Jeannel sur sa proposition et réalisation innovante de Tablettes de viande et viande fumée lors du siège de Médéa
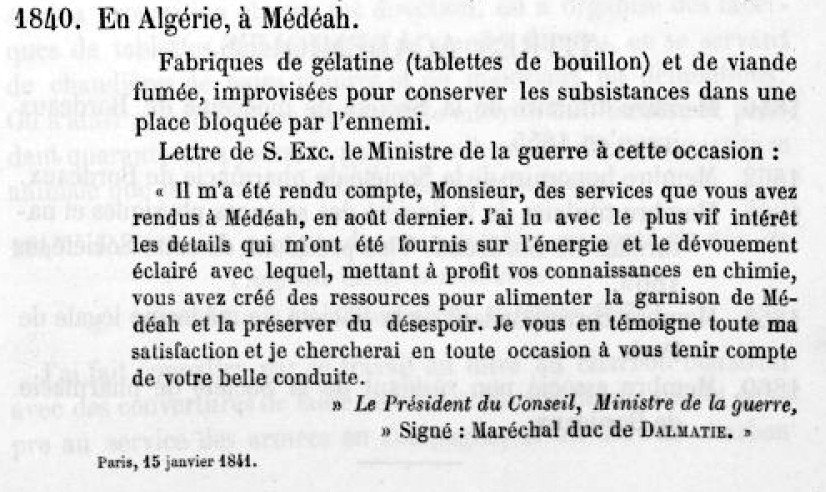
Lettre personnelle de satisfaction du Président du conseil, Ministre de la guerre le Maréchal Soult Duc de Dalmatie adressée à Julien-François Jeannel après le siège de Médéa

Comme nombre de ses prédécesseurs en extrait de viande dont Nicolas Appert, et faute de tout intérêt lucratif ou commercial, Julien Jeannel ne fait malheureusement pas breveter cet ingénieux procédé. L’année suivante, le chimiste allemand Justus Von Liebig commercialise sous son unique nom les techniques décrites avant lui, dont celle de Julien Jeannel.
En 1842, il rentre en France où il est affecté à Toulouse promu pharmacien major.

#### Praticien enseignant et chercheur à Bordeaux
Il n'y reste qu'un an, et en 1843, il rejoint Bordeaux comme pharmacien de l'hôpital militaire. Il y effectue 26 années consécutives pour devenir pharmacien principal en 1852.
Il est nommé Professeur suppléant de physique et chimie et de matière médicale à l'École de Médecine. Il exerce la médecine comme médecin-chef du dispensaire municipal, se consacrant surtout aux vénériens.
Il publie de nombreux travaux sur la médecine du travail, le suicide, la prostitution et les maladies vénériennes et rédige un volumineux codex pharmaceutique.

##### Travaux sur l'anesthésie générale
Il publie sur l'anesthésie générale à l'éther en 1847, sur la désinfection de l'eau par les troupes en campagne à l'aide d'un filtre aisé à construire, sur la place de l'homme en histoire naturelle.

##### Pharmacologie  le Formulaire Jeannel de 966 pages
Le Formulaire Jeannel est un recueil de prescriptions et de formules officinales médico-pharmaceutiques, édité par Baillière en 1870 sous le titre Formulaire officinal et magistral international . Il reste le vade-mecum des médecins militaires français jusqu'à la fin de la Guerre de 1914-1918.
Rédigé en collaboration avec son fils, Maurice Jeannel, c'est un volumineux ouvrage de 966 pages qui contient 4000 formules dont un antidote général resté longtemps célèbre. Il engendre toutes les prescriptions médicales de l'Armée Française pendant cinquante ans dans un codex militaire en français.

##### Traité de la prostitution
Le Traité de la prostitution parait en 1863, il est édité un grand nombre de fois dont un facsimilé en 2014. C'est un traité de médecine de premier ordre, un volumineux ouvrage de six cents pages complet sur la prostitution. Ce travail énorme récapitule la somme des connaissances internationales sur la question de l'époque, toujours édité au XXI e,.

#### Armée d'Orient
En 1854, il est nommé pharmacien en chef de l'Armée d'Orient qui part pour la Guerre de Crimée, et dont la base sanitaire s'installe à Varna en Bulgarie, sous le commandement du médecin Michel Lévy.

##### Hygiéniste
C'est en Crimée qu'il fait ses principales constatations sur la contamination intra hospitalière et relate ses découvertes dans un petit opuscule au titre évocateur sur les bienfaits de l'aération.
Dans les vieux hôpitaux de Varna, on entasse les blessés et les malades. La mortalité par pourriture d’hôpital y est très élevée. S’inspirant de l’état lamentable de l’hôpital russe et paradoxalement de leurs bons résultats relatifs, il préconise en accord avec Michel Lévy, l'aération des salles, la dispersion des malades dans les jardins, sous les tentes. La mortalité passe dans la semaine de 125 par jour, à 5 ou 6, tant pour le choléra, que pour la pourriture d'hôpital, il y eut 67000 morts par maladie ou complications de blessures en Crimée sur un contingent de 309000 hommes. Il condamne alors définitivement les hôpitaux de maçonnerie au bénéfice des cabanes, des tentes, voire des huttes. Il vante l'aération intense des salles de malades.
L’ouvrage intitulé Hygiène et Médecine, Histoire et actualités des Maladies Nosocomiales de Jean-Marie Galmiche lui est dédié et analyse ses découvertes sur l’hygiène hospitalière lors de la campagne de Crimée.

##### L'exemple de la régénération des vers à soie

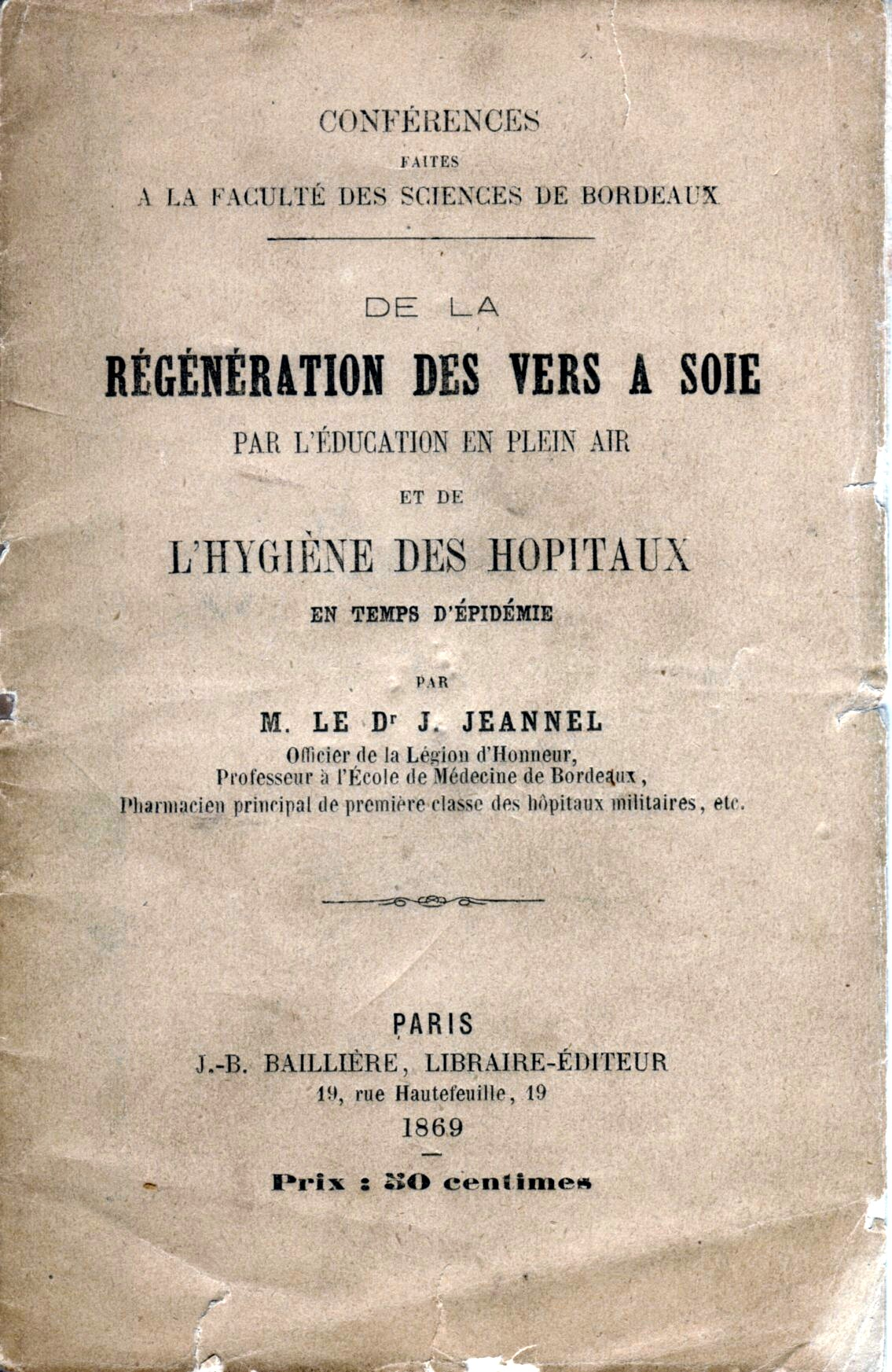
De la régénération des vers à soie par l'éducation en plein air et de l'hygiène des hôpitaux en temps d'épidémie

Dans une conférence publique à la Faculté des Sciences de Bordeaux, en 1869, il revient sur le sujet des infections contractées en milieu hospitalier par un mode détourné lors d’une conférence intitulée : De la régénération des vers à soie. Le document édité après la conférence est très court 25 pages, mais fondamental. Il a élevé des vers à soie, chez lui, en amateur pour divertir ses deux garçons. Au lieu de les entasser dans des chambres fermées, il les installe en plein air et tout va bien, même ceux qui étaient atteints de pébrine, de morflat ou de muscardine guérissent et se reproduisent. Il dit qu'un certain Monsieur Pasteur chimiste, vient de montrer que les maladies des vers à soie sont dues à des micro-organismes et ne sont pas héréditaires. Il constate une relation directe entre l'hygiène et la pathologie comme l'a montré l'expérience comparative de Varna et de Iéni-Kalé. Il conclut quant à la contagion intra hospitalière et à la façon d'y remédier. Ces maladies sont dues à l'entassement, à l'élevage concentrationnaire, où la maladie des uns devient la cause de la maladie des autres par contagion. Il faut veiller à la pureté de l'air, il faut de l'espace. Le plein air évite les maladies et régénère les vers malades, d'où le titre de son exposé.

#### Pharmacien en chef de la Garde impériale

##### Armée du Rhin à Metz
En 1869, Julien Jeannel est promu comme pharmacien Chef de l’hôpital Saint-Martin à Paris et part rapidement comme pharmacien en chef de la Garde impériale rejoindre le quartier général de Metz et le Maréchal Bazaine dès le début de la Guerre de 70.

##### Initiateur de la première poste aérienne
La ville est rapidement coupée du reste du pays. C'est alors que Julien Jeannel imagine de confier des courriers légers à de petits ballons gonflés à l’hydrogène. Avec son collègue le Dr Papillon, ils confectionnent de petits ballons de 1 m3 pouvant porter 1 200 g, et tenir l’air 5 heures. C'est ainsi, qu’en 1870, environ 3000 lettres, connues sous le nom de papillons de Metz, sont expédiées vers la France libre. Les papillons sont attachés à la nacelle du ballon avec les indications à suivre pour la remise du courrier. Une cérémonie commémorative a lieu pour l'anniversaire des 110 ans des papillons de Metz en présence de la municipalité messine, de la NASA, des rédacteurs de la revue Icare et du Musée de la Poste.

Carte et plaque commémoratives de la Poste aérienne, papillons arrivés en France libre
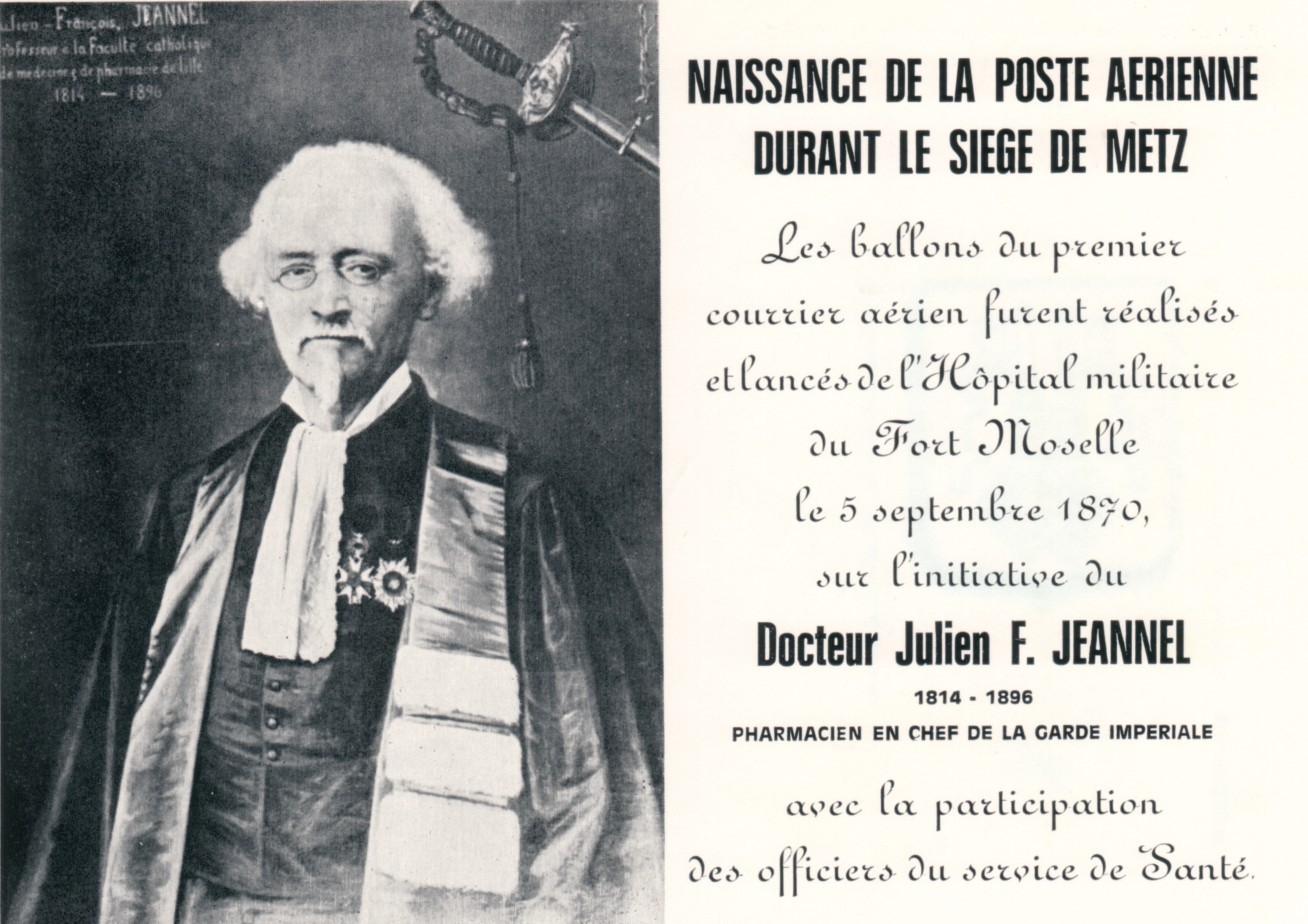
Recto Les papillons des pharmaciens
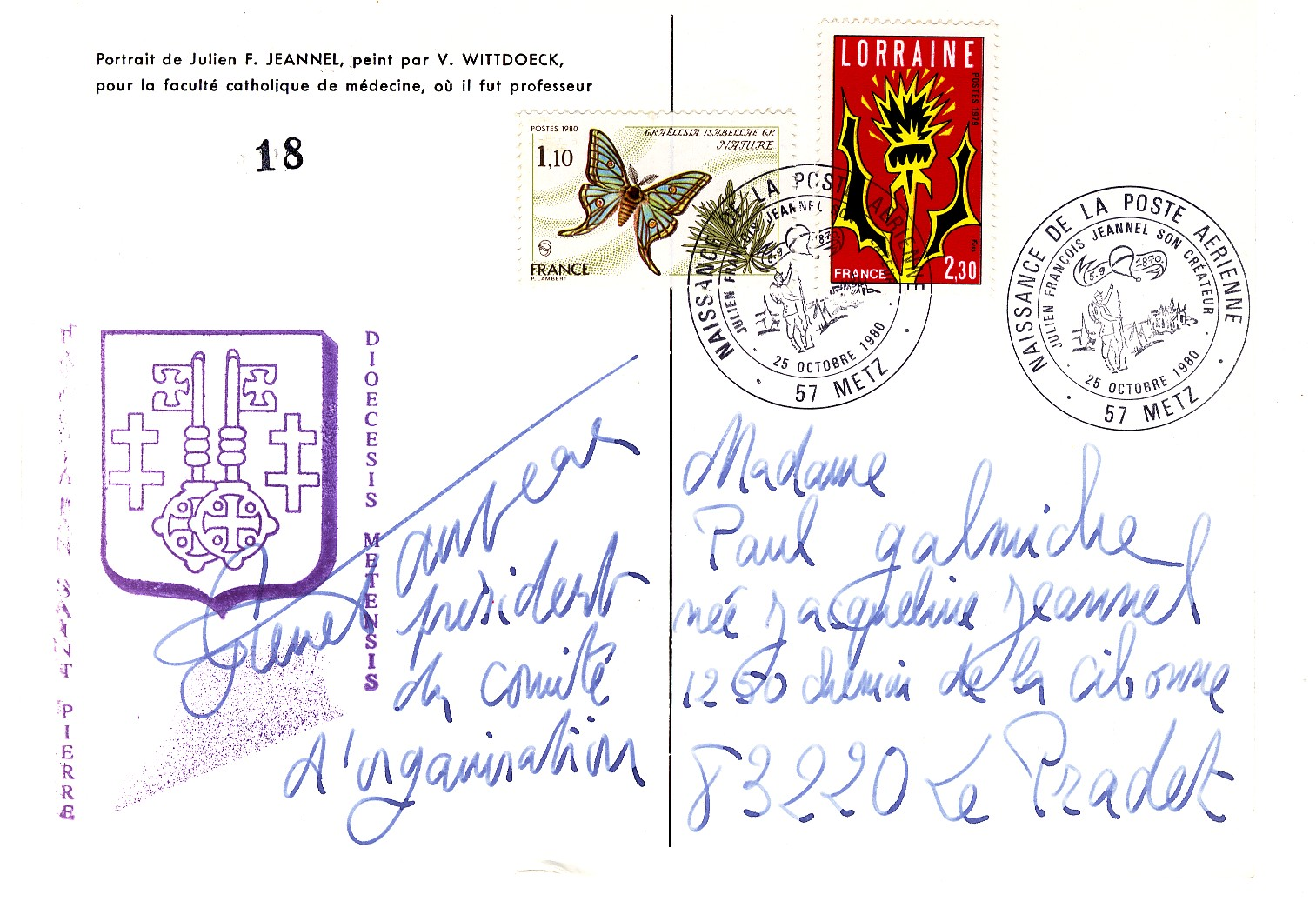
Verso Envoi Pierre Fauveau (collection famille Jeannel-Galmiche).
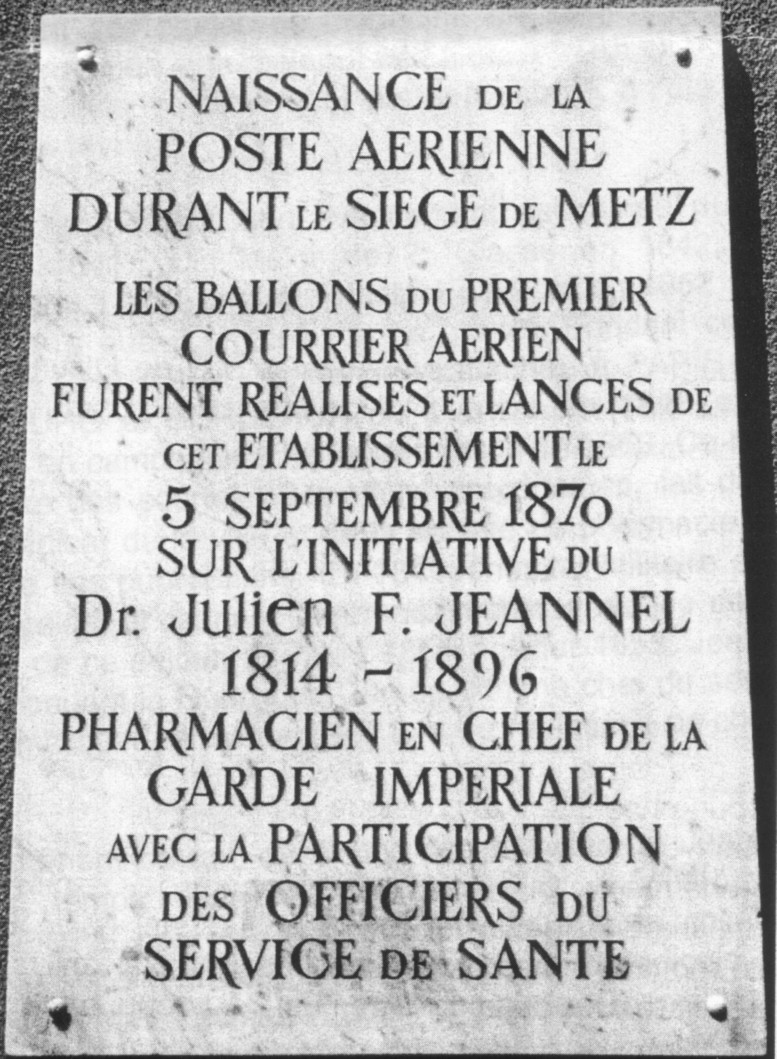
Plaque Commémorative de la ville de Metz lancement du 5 septembre 1870
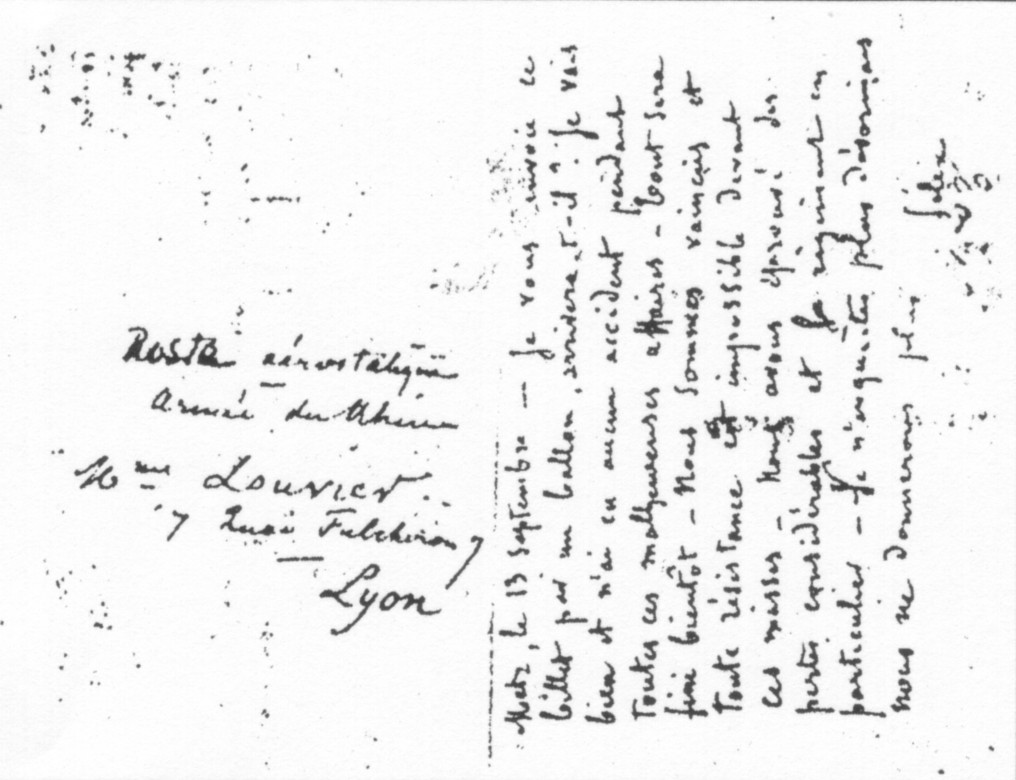
Papillon arrivé sur Lyon
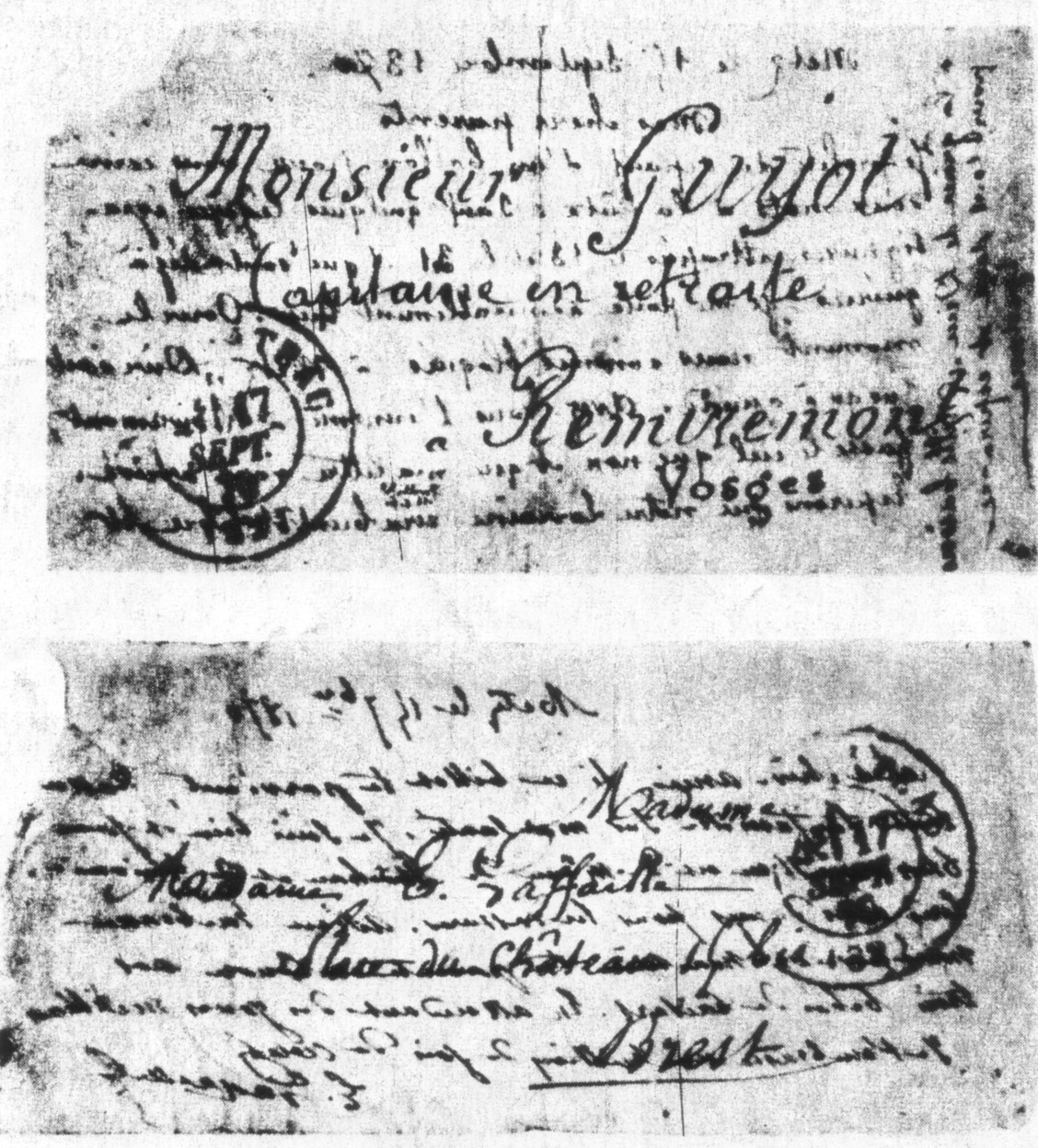
Papillon arrivé sur Remiremont

### Retraite
Julien Jeannel entreprend d'utiliser les célèbres fables de La Fontaine classées savamment par groupe d'intérêt, comme ouvrage de pédagogie morale pour la jeunesse. Il passe sa retraite à la villa bleue de Villefranche — voir galerie ci-dessous — et meurt âgé de 82 ans le 24 mars 1896.

Julien-François Jeannel
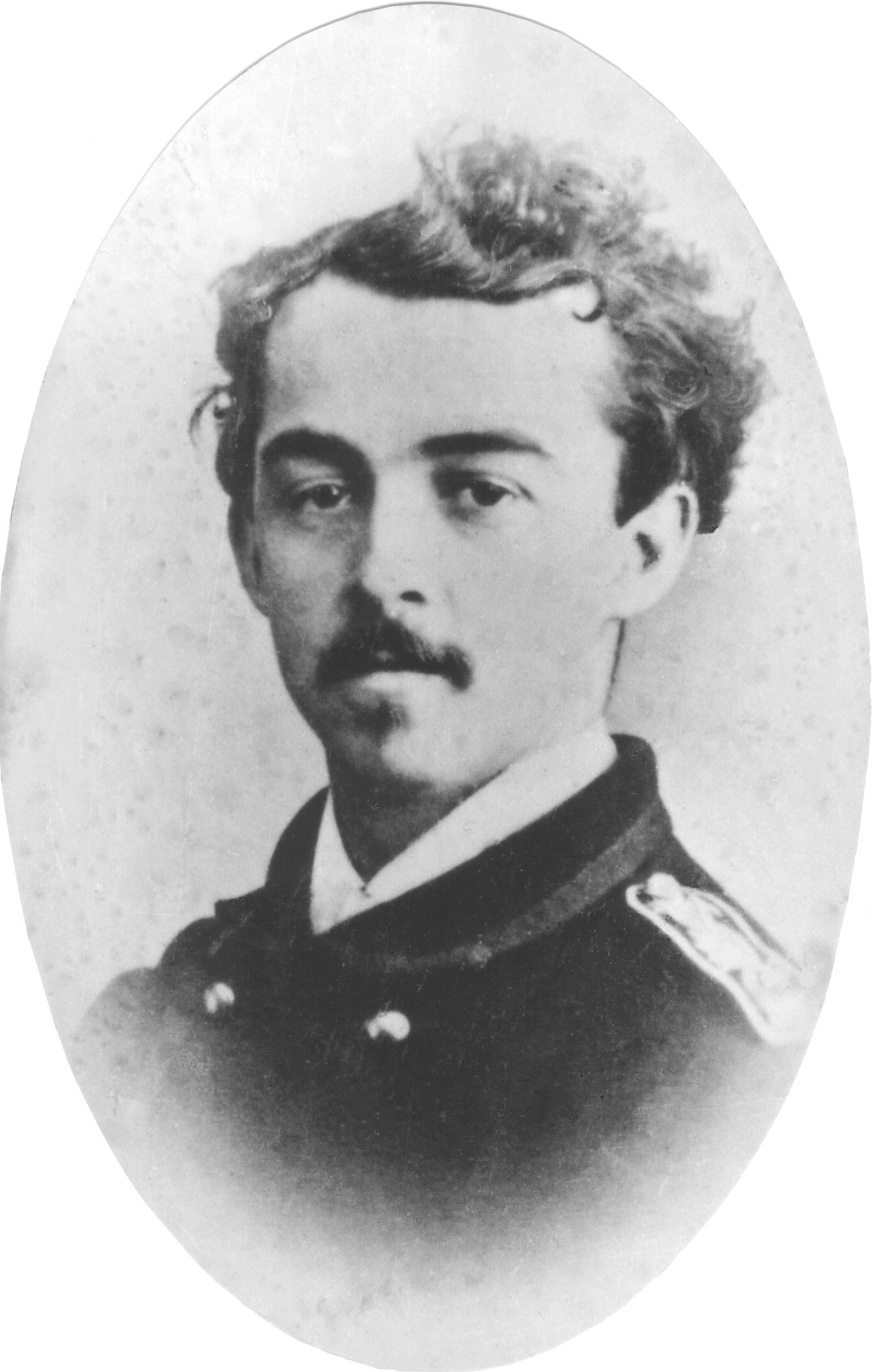
Daguerréotype de 1839
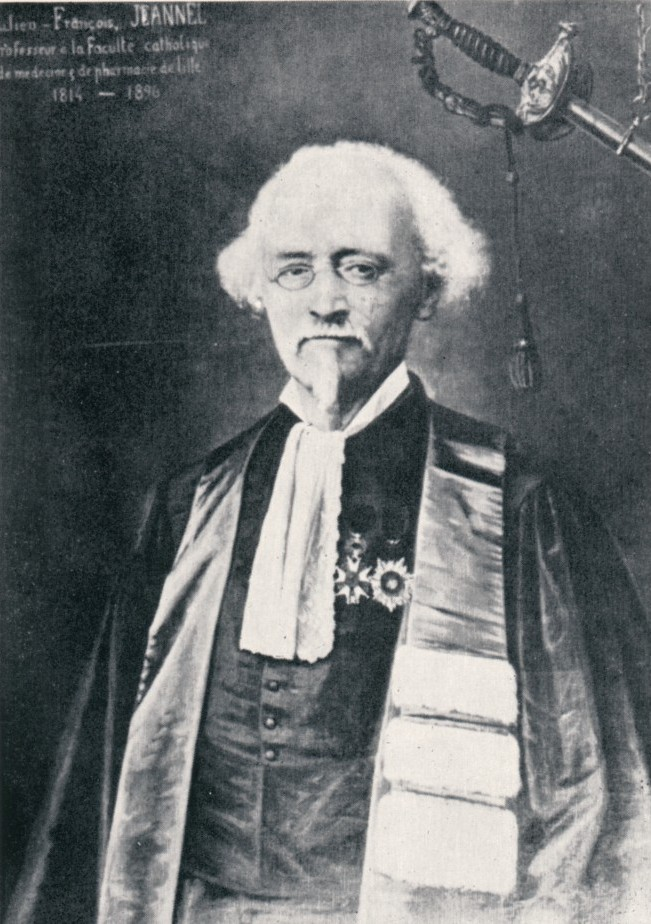
Portrait peint par Victor Wittdoeck en 1881
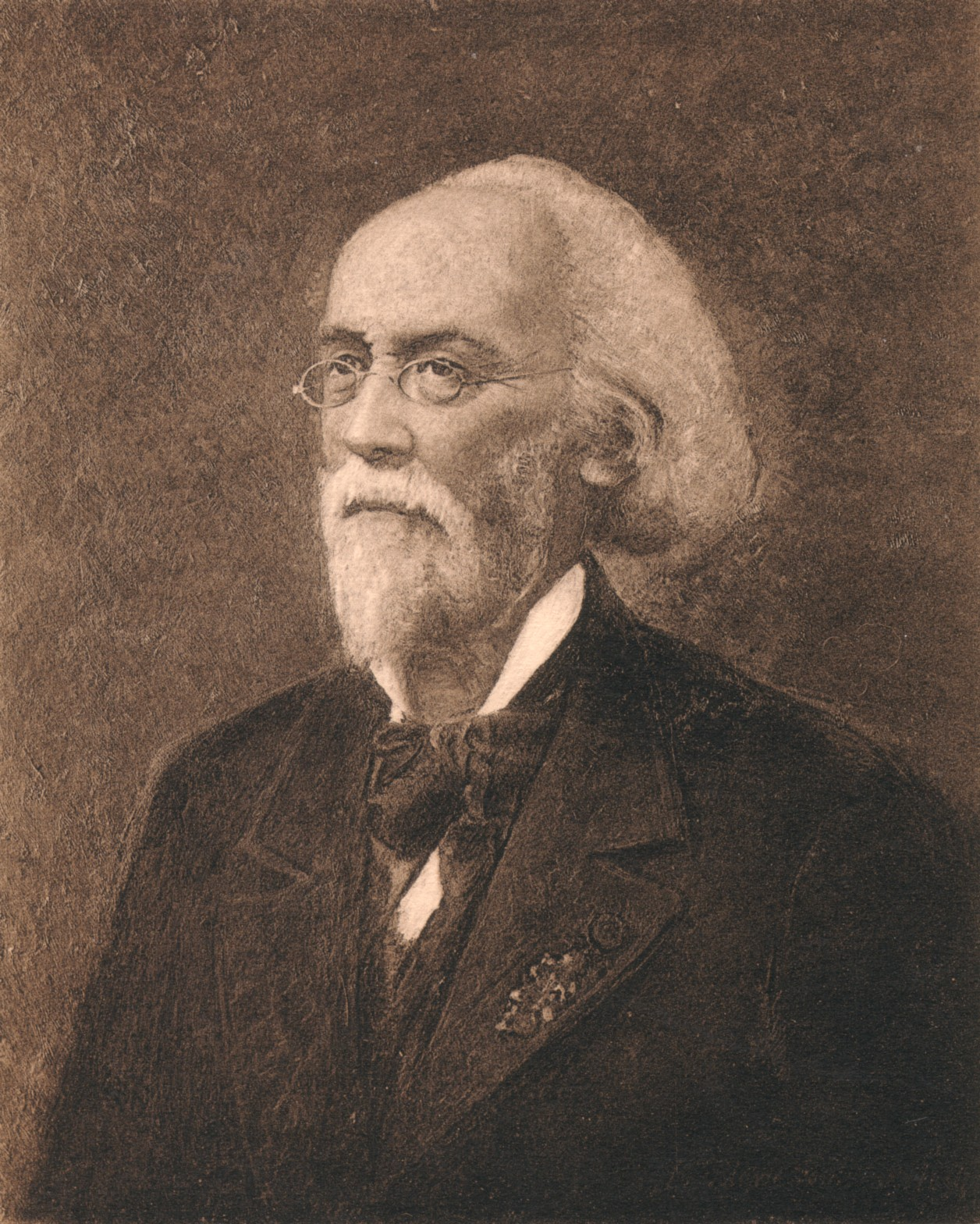
En 1894  photographie d’après un tableau peint par Henri Blanc-Fontaine
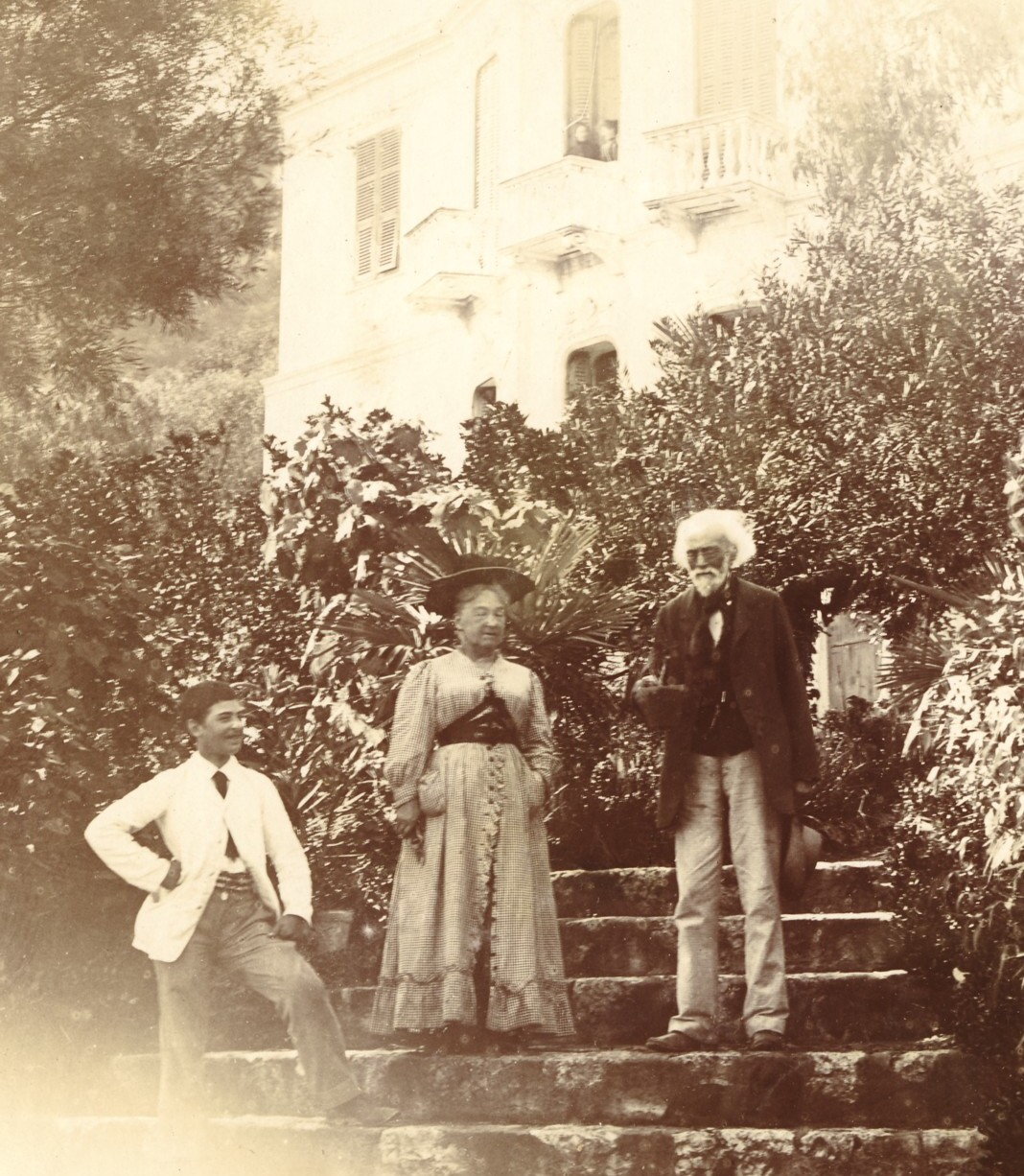
Julien-François Jeannel en 1895 avec sa femme Anne Ruelle et son petit-fils René Jeannel à la villa bleue de Villefranche-sur-Mer.

## Novateur médical

### Association Générale des Médecins de France
En 1857-1858, il initie avec Pierre Rayer la création de l'Association Générale des Médecins de France (AGMF) qui tient lieu à la fois d'Amicale, d'Ordre et de Syndicat. Cette AGMF, maintenant strictement médicale, existe toujours.

### Faculté de Médecine et Pharmacie de Lille
En 1881, on commence à bâtir à Lille ce qui sera la Faculté de Médecine et de Pharmacie. Julien Jeannel et Papillon sont du nombre des promoteurs et cofondateurs et proposèrent le temps plein pour les professeurs avec un siècle d'avance ainsi que la conservation de l'enseignement de la Physique et de la Chimie qu'ils déclarent Sciences Fondamentales. Et la Faculté vit le jour. Il occupe la chaire de thérapeutique et matière médicale jusqu'en 1884 et organise également le fonctionnement des dispensaires de la faculté catholique. En 1884, Jeannel a 70 ans. Professeur honoraire, il quitte Lille.

## Novateur environnemental

### Botanique à Bordeaux
En 1863-1864, Julien Jeannel utilise un vaste domaine du centre de Bordeaux pour en faire un parc promenade avec jardin d'acclimatation qui existe toujours, il est en même temps un Centre Culturel naturaliste.

### Société des Amis des Arbres
En 1891, il fonde la « Société des Amis des Arbres », dont il est le premier président et qui de nos jours encore reste très active.

## Publications

### Journaux
Julien-François Jeannel a beaucoup publié sur ces innovations et mise en pratique pharmaceutiques mais aussi sur la botanique  voire la littérature avec les Fables de La Fontaine. Rédacteur en chef du Journal de Médecine de Bordeaux, il a collaboré à de nombreux autres journaux :
- Annales de Chimie et Pharmacie
- Annales d'Hygiène
- Bulletin Société d'Acclimatation
- Journal des Sciences Médicales de Lille
- L'Union Médicale
- Dictionnaire médical de Jaccoud en 40 volumes
- Bulletin de la Société pour l'Avancement, des Sciences.

### Ouvrages
Liste non exhaustive (voir aussi ouvrages dans notes et références)
- Julien-François Jeannel, De la prostitution sans les grandes villes au dix-neuvième siècle et de l'extinction des maladies vénériennes, Paris, Nabu Press, 2014, 436 p. (ISBN 978-1-295-85642-8)
- Extrait du rapport adressé à MM. les Officiers de Santé en Chef de l'Armée d’Afrique par M. Jeannel, pharmacien aide-major, sur les fabriques de gélatine et de viande fumée improvisées à Médéa dans le courant du mois de juillet 1840. Mém. Méd. Pharm. Milit., 1841, 263-289.
- Mémoire sur la plantation des arbres dans l'intérieur des villes, principalement au point de vue de l'hygiène publique. Bordeaux, E. Grugy, 1848.
- Excursion en Circasie. Bordeaux, Grugy, 1856, 85p.
- Mémoire sur la prostitution publique et parallèle complet de la prostitution romaine et de la prostitution contemporaine, suivis d'une étude sur le dispensaire de salubrité de Bordeaux, d'une statistique des vénériens dans la garnison de Bordeaux et d'un essai de statistique de l'infection vénérienne dans les garnisons de l'Empire français. Paris, Germer-Baillière, 1862, 241 p. Rééditions : 1863 - 1868 - 1874.

- Formulaire officinal et magistral international comprenant environ 4000 formules tirées des pharmacopées légales de la France et de l'étranger ou empruntée à la pratique des  thérapeutistes et des pharmacologistes. Paris, J.-B. Baillière, 1876,  972 pages, 2e éd,  in 8°.

- La Société des Amis des Arbres. Bull. Trav. Soc. Pharm. Bordeaux, 1891, 31,85-88.
- Du déboisement considéré comme cause de la détérioration des climats, de la misère et de la dépopulation. Union Pharm., 1891, 409-410.
- Note sur la poste aérostatique de Metz en septembre 1870. Union Pharm., 1894, 460 (voir aussi sur ce sujet l'Union Médicale de Paris du 1er avril 1871).

- Les Fables de La Fontaine commentées et classées au point de vue littéraire, pédagogique et moral. Par le Dr J. Jeannel, Officier de la Légion d’Honneur, Professeur honoraire, Correspondant de plusieurs Sociétés savantes. Paul Sevin Éditeur-Libraire, Paris 1896, 2e édition, 428 pages, in 8°.